# København (skolfartyg)
København var en 5-mastad bark som försvann spårlöst i december 1928 på resa från Buenos Aires i Argentina till Adelaide i Australien med 59 man ombord.
Fartyget beställdes som skolskepp av handels- och rederikoncernen ØK. Stålskrovet började byggas 1913 på Ramage & Ferguson i Leith i Storbritannien och var färdigt två år senare. Det utrustades dock inte utan bogserades till Gibraltar där det fick namnet Black Dragon och fungerade som kollager under första världskriget. 
Efter krigets slut byggdes ett nytt skrov efter samma ritningar som sjösattes 24 mars 1921. København var världens största segelfartyg när hon byggdes med 55 meter höga master av stål och en segelyta på 4 645 kvadratmeter.

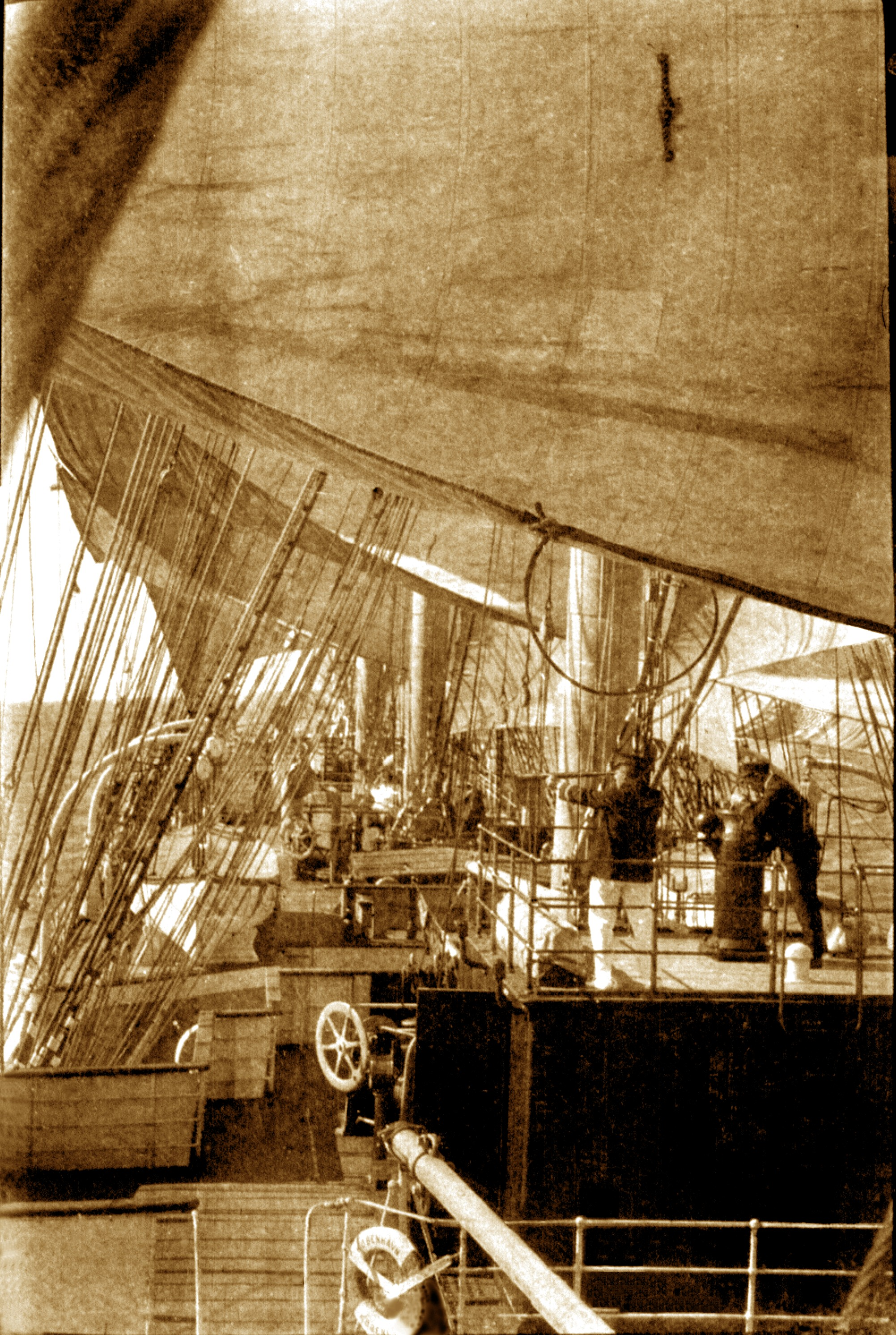
Københamn med kapten Jens Mortensen på bryggan, 1923.

Fartyget lämnade hamnen i Köpenhamn den 14 september 1928 för sin sista resa med en besättning på 60 man, varav 45 elever. Hennes destination var Buenos Aires dit hon anlände 6 december med en last av cement. Hon lämnade Argentina 14 december, utan last men med barlast av sand, för Australien.
Den 22 december, när fartyget var 1 100 nautisk  mil från Buenos Aires, hade man en sista radiokontakt med det norska fraktfartyget William Blumer och där slutar alla spår.
När hon inte kom till Adelaide som förväntat i februari 1929 sattes  en eftersökning igång, som pågick  till september samma år, utan att finna några spår av fartyget. Man tror att hon antingen gick på ett isberg eller råkade ut för en kraftig storm.